# Riesen-Antarktisdorsch
Der Riesen-Antarktisdorsch (Dissostichus mawsoni) wird auch Antarktischer Seehecht genannt und lebt pelagisch in den Meeren rund um die Antarktis bis zur Nordgrenze des Südpolarmeers an der Antarktischen Konvergenz in Tiefen von 0 bis 1600 Metern.

## Merkmale
Die Raubfische werden 1,75 Meter lang und erreichen ein Gewicht bis zu 80 kg. Das älteste bisher entdeckte Exemplar lebte 48 Jahre, 99 % werden hingegen nicht älter als 35 Jahre. Sie sind fast einfarbig braun gefärbt und weisen sonst nur einige unregelmäßige und unvollständige dunkle Querbinden und wenige dunkle Punkte auf.
- Flossenformel: Dorsale VIII–IX/25–27, Anale 25–26.

## Nutzung
Gemeinsam mit dem Schwarzen Seehecht (Dissostichus eleginoides) wird dieser Fisch gerade in den letzten Jahren intensiv befischt. Die Tiere werden an Langleinen gefangen, die etwa 130 Kilometer lang sind und bis zu 30.000 Haken besitzen. Sie sind inzwischen durch Überfischung gefährdet.